# Sunbeam Alpine
El Sunbeam Alpine es un cupé deportivo de dos asientos producido por el Grupo Rootes de 1953 a 1955, y de 1959 a 1968. El nombre se usó luego en un fastback de dos puertas desde 1969 hasta 1975. El Alpine original se lanzó en 1953 como el primer vehículo de Sunbeam-Talbot que llevaba el nombre de Sunbeam en solitario desde que el Grupo Rootes comprase Clément-Talbot, y más tarde la propia Sunbeam cuando estaba al borde de la quiebra en 1935.

## Alpine Mark I y III

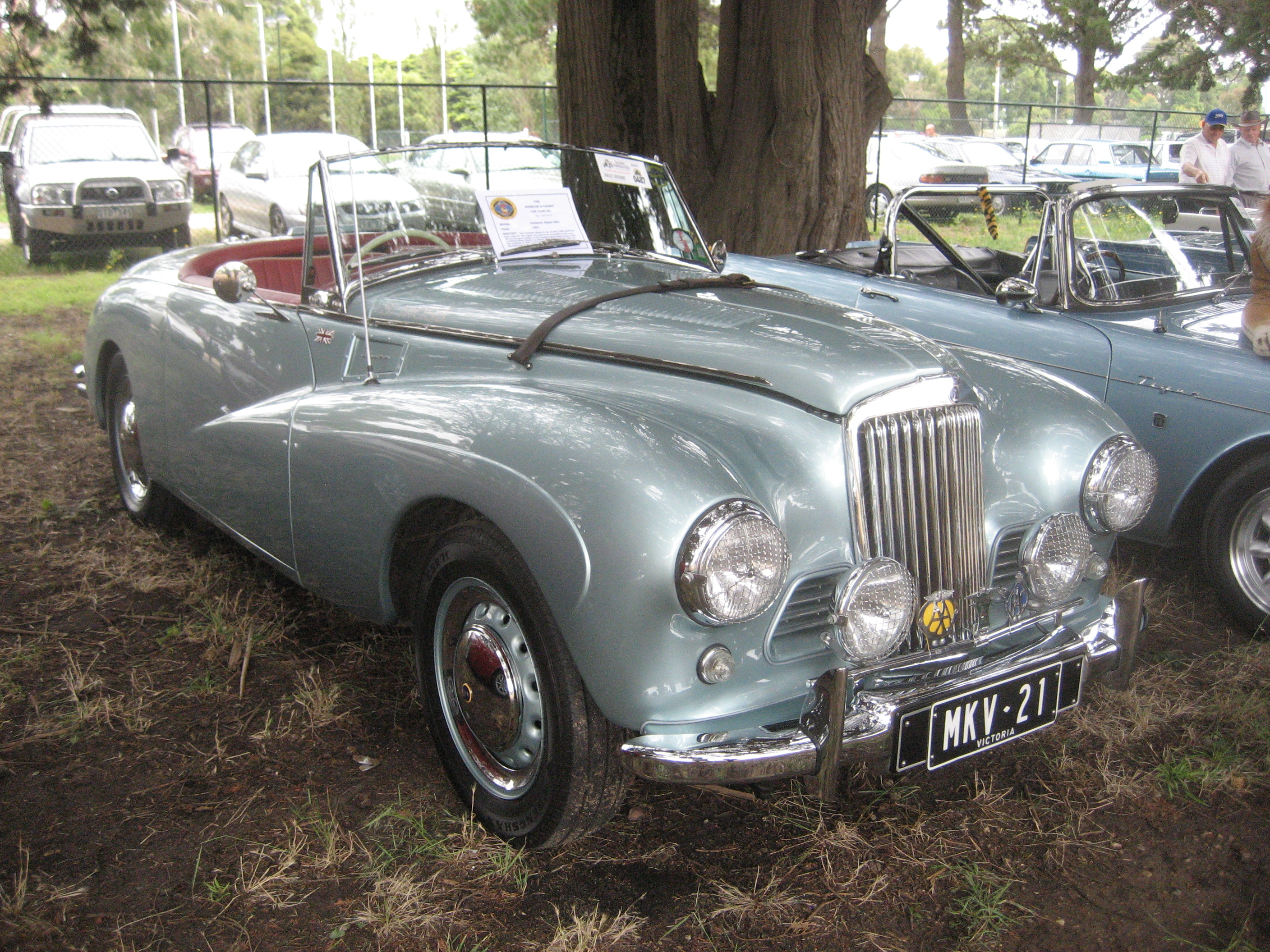
Alpine Mk III

El Alpine se derivó del Sunbeam-Talbot 90, siendo conocido coloquialmente como el "Talbot" Alpine. Era un deportivo de dos plazas desarrollado inicialmente como coche de rally por George Hartnell, concesionario de Sunbeam-Talbot de Bournemouth. El Sunbeam-Talbot de 1952, un cupé de líneas suaves, fue la base del modelo anunciado en marzo de 1953, que recibió su nombre después de los éxitos de los Sunbeam-Talbot en la Copa de los Alpes durante la década de 1950. En su primera prueba en julio de 1953, el nuevo automóvil ganó la Coupe des Dames con Sheila van Damm al volante y, sin perder ninguna serie, se clasificaron cuatro Coupes des Alpes conducidos por Stirling Moss, John Fitch, G Murray-Frame y la propia Sheila van Damm.
El Alpine tenía el motor de cuatro cilindros en línea de 2267 cc del modelo anterior, pero con una relación de compresión elevada. Sin embargo, dado que se desarrolló a partir de una plataforma convencional, sufrió problemas de rigidez en el chasis a pesar de los refuerzos laterales que se añadieron. Las relaciones de la caja de cambios se cambiaron, y desde 1954 una marcha súperdirecta se convirtió en estándar, con una palanca adicional montada en la columna de la dirección. Un verdadero biplaza abierto, no disponía de manijas externas de puertas ni ventanas.
|  |

Los Alpine Mark I y Mark III (el Mark II no se fabricó) se construyeron a mano por el carrocero Thrupp y Maberly de 1953 a 1955 a partir de los Sunbeam-Talbot 90, y permanecieron en producción durante solo dos años. De los 1582 automóviles producidos, 961 se exportaron a los Estados Unidos y Canadá, 445 se quedaron en el Reino Unido y 175 se fueron a otros mercados mundiales. Se ha estimado que quizás solo 200 se conserven actualmente.
El Sunbeam Alpine Mark I Special, se basaba en el motor Mark 1 Sunbeam Talbot de 2267 cc, con culata de aleación y tubos de escape gemelos [de 2 y 3 cilindros]. Estos apreciados motores desarrollaban 97.5 hp a 4500 rpm, principalmente aumentando la relación de compresión a 8,0:1 e incorporando un colector de inducción especial y un doble carburador Solex.
Los coches del Sunbeam Alpine Team, MKV 21 a 26, tenían motores que se configuraron como en el Sunbeam Alpine Mk I Special, pero con una preparación especial realizada por ERA para aumentar la potencia a 106 hp.
Alguno de estos automóviles apareció en la pantalla grande. Un Alpine azul zafiro se puede ver en la película de Alfred Hitchcock de 1955, "Atrapa un ladrón", protagonizada por Cary Grant y Grace Kelly. Más recientemente, el programa estadounidense de la PBS History Detectives intentó verificar si un Alpine propiedad de un particular era el automóvil realmente utilizado en esa película, aunque el proceso del Technicolor pudo "ocultar" el verdadero color del automóvil, y sabiendo que el automóvil había sido enviado de vuelta de Mónaco a los Estados Unidos. Se concluyó que el automóvil que se mostraba en el programa no fue el vehículo de la película.

## Alpine Series I a V
Los primeros Alpines de 2 plazas abiertos se basaron en el Hillman 14 y su sucesor, el Humber Hawk. Rootes los reemplazó por un nuevo cupé deportivo convertible de 2 plazas, más pequeño y menos agresivo, basado en el Hillman Minx y sus variantes. Kenneth Howes y Jeff Crompton fueron los encargados de hacer un rediseño completo en 1956, con el objetivo de producir un automóvil deportivo dedicado principalmente al mercado estadounidense. Howes, que había trabajado para Ford en el modelo Thunderbird (al que recuerda el Alpine) antes de unirse a Rootes, contribuyó con el 80 por ciento del trabajo de diseño general.
El Alpine fue producido en cuatro versiones posteriores hasta 1968. La producción total fue de alrededor de 70.000 unidades, finalizando poco después de la toma de control del Grupo Rootes por FCA US.

### Series I 1959-60
La "Serie" de modelos Alpine comenzó a producirse en 1959. Uno de los prototipos originales aún se conserva, y fue utilizado en competición por el campeón británico de turismos Bernard Unett.
El modelo hizo un uso extensivo de componentes de otros vehículos del Grupo Rootes y fue construido a partir del bastidor modificado del Hillman Husky. El tren de rodaje provino principalmente del Sunbeam, pero con los frenos de disco delanteros reemplazando los tambores del modelo base. Una caja de cambios de cinco velocidades y las ruedas de radios de alambre eran opcionales. La suspensión era independiente en la parte delantera con muelles helicoidales y en la parte trasera tenía un eje vivo y resortes semielípticos. Los frenos fabricados por Girling utilizaban discos de 9,5 plg (241 mm) en la parte delantera y tambores de 9 plg (229 mm) en la parte trasera.
Las versiones cupé posteriores a 1959 fueron creadas por Thomas Harrington Ltd. Después del éxito en la prueba compensada de Le Mans en 1961, Harrington vendió réplicas con el nombre de "Harrington Le Mans", utilizando un perfil trasero redondeado  y un motor potenciado a 104 hp. A diferencia de los vehículos utilizados en Le Mans, estos coches tenían una línea de techo posterior más integrada y no tenían las aletas traseras de los modelos descubiertos. Hasta 1962, el coche fue ensamblado para Rootes por Armstrong Siddeley.
Un modelo descubierto con cinco marchas fue probado por la revista británica The Motor en 1959. Tenía una velocidad máxima de 160 km/h y podía acelerar de 0 a 100 km/h en 13,6 segundos, con un consumo de combustible de 9 L/100 km. El coche probado costaba 1031 libras, incluyendo impuestos.
Se produjeron 11.904 unidades de la Serie I.
En 1960, el Grupo Rootes comercializó una variante de tres puertas de producción limitada del Alpine, comercializada con un perfil envolvente. Con interior de cuero y adornos de nogal, su precio era el doble que el de la versión abierta.
La Serie I utilizaba un motor de 1494 cc y fue diseñada por Loewy Studios para el Grupo Rootes. Tenía dos carburadores de tiro descendente, un techo blando que podría ocultarse mediante cubiertas integrales especiales y las primeras ventanillas laterales descendentes ofrecidas en un automóvil descapotable británico de la época.

### Series II 1960-63
La Serie II de 1960 presentaba un motor de 1592 cc ampliado, que rendía 80 hp, y una suspensión trasera revisada, con algunos otros cambios. Cuando fue reemplazado en 1963, se habían fabricado 19.956 unidades.
Un serie II con techo rígido y cinco marchas fue probado por la revista The Motor en 1960. Registró una velocidad máxima de 160 km/h, aceleración de 0 a 100 km/h en 13.6 segundos y un consumo de combustible de 9 L/100 km. El automóvil probado costaba 1110 libras incluyendo impuestos.

### Series III 1963-64
La Serie III fue producida adicionalmente con un motor de 1592 cc menos potente que el de modelos anteriores, en versiones de techo duro desmontable y abiertas. En la versión de techo rígido, la parte superior se podía quitar; y en la de capota flexible, se almacenaba detrás del pequeño asiento trasero. Para proporcionar más espacio en el maletero, se instalaron dos depósitos de combustible en las alas traseras. Luces de cuarto se instalaron en las ventanas. Entre 1963 y 1964 se fabricaron 5863 unidades.

### Series IV 1964-65
Ya no estaba disponible una opción de motor de menor rendimiento; las versiones convertibles y de techo rígido compartían el mismo motor de 82 hp con un solo carburador Solex. Se introdujo un nuevo diseño trasero con las aletas en gran parte eliminadas. La transmisión automática, con la palanca situada sobre el suelo del bastidor, se convirtió en una opción, pero no fue popular. Desde el otoño de 1964, se adoptó una nueva transmisión manual con sincronización en la primera marcha, en línea con su uso en otros automóviles Rootes. Se hicieron un total de 12.406 unidades.

### Series V 1965-68
La versión final tenía un nuevo motor de 1725 cc, con un cigüeñal de cinco puntos de apoyo y doble carburador Zenith-Stromberg que producía 93 hp. Ya no había una opción de transmisión automática. Se construyeron 19.122 unidades. En algunos mercados de exportación, se anunció con una potencia de 100 hp SAE.
|  |  |  |

También se construyó una variante musculada de las versiones posteriores, el Sunbeam Tiger.

### Competición

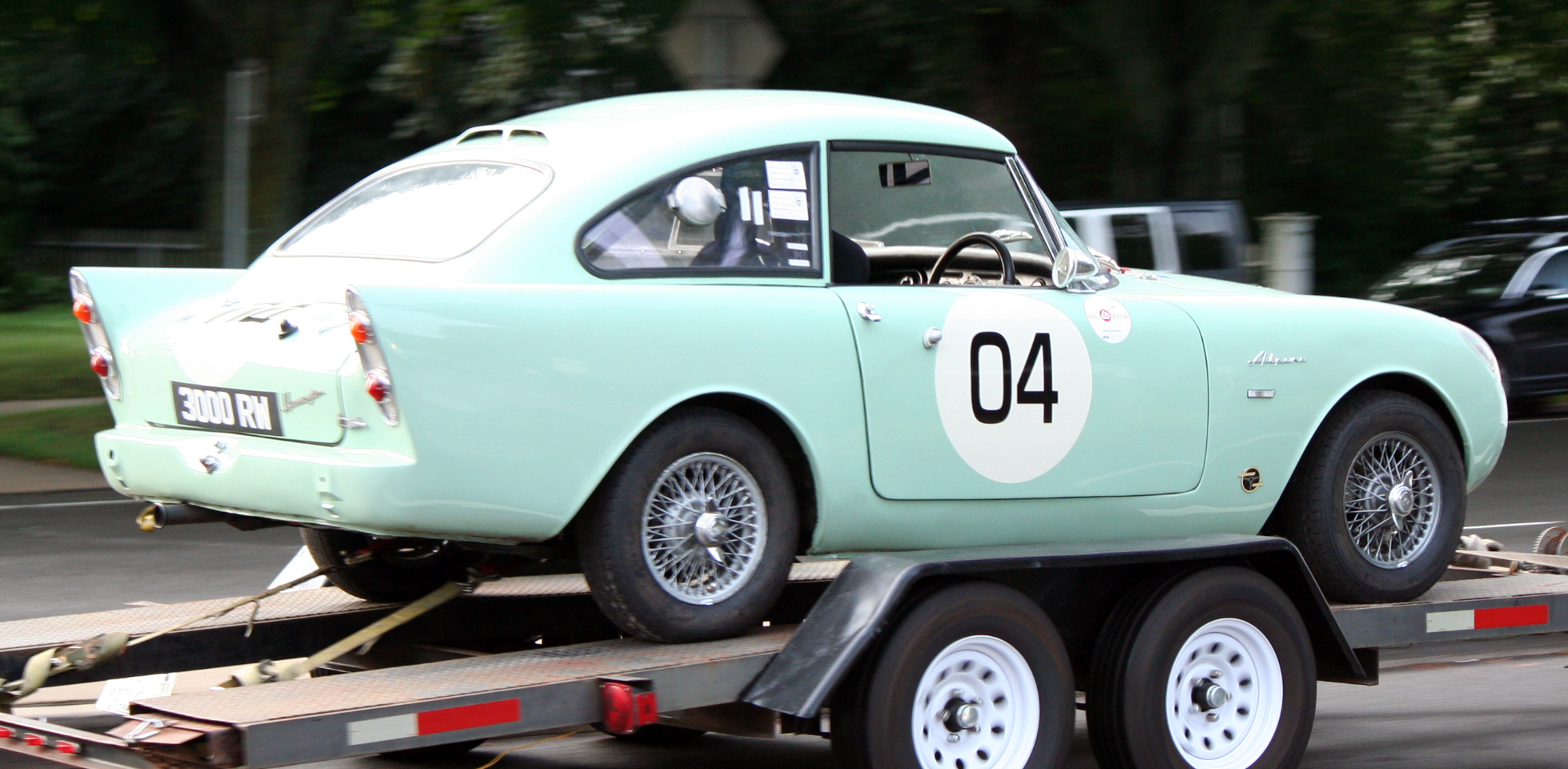
Harrington Alpine (1961)

Alpine disfrutó de un éxito relativo en las competiciones europeas y norteamericanas. Probablemente el éxito internacional más notable fue en Le Mans, donde un Sunbeam Harrington ganó la competición compensada del Índice Térmico de Eficiencia en 1961. En los Estados Unidos, el Alpine compitió exitosamente en eventos del Sports Car Club of America (SCCA).
Vince Tamburo ganó el Campeonato Nacional de Producción G en 1960 usando un Alpine de la Serie I de 1494 cc. En 1961, Don Sesslar quedó segundo en el Campeonato Nacional de Producción F, seguido de un tercer puesto en el Campeonato en 1962. En 1963, el Alpine se pasó a la Producción E, manteniendo una dura competencia en una clase dominada por el Porsche 356. Sesslar empató en puntos para el campeonato nacional, mientras que Norman Lamb ganó el Campeonato de la División Sudoeste en su Alpine.
Don Sesslar logró finalmente el campeonato en 1964 con 5 victorias (el SCCA sumó los 5 mejores resultados del año). Dan Carmichael ganó el Campeonato de la División Central en 1964 y 1965, y continuó compitiendo con los Alpine hasta 1967, cuando finalizó segundo en la American Road Race of Champions.
Bernard Unett compitió con el prototipo de fábrica Alpine (número de registro XRW 302) de 1962 a 1964, año este último en el que ganó el Trofeo de Desafío Fredy Dixon, considerado el premio más importante en el circuito de clubes británico en ese momento. Unett se convirtió en campeón británico de turismos tres veces durante la década de 1970.
Se estableció un equipo de trabajo para seis coches para el Rally Alpino de 1953. Aunque aparentemente similares a las versiones de serie, incorporaban 36 modificaciones, potenciando el motor a 97,5 hp.

## Alpine "Fastback"
Rootes introdujo la gama "Arrow" en 1966, y en 1968 las berlinas y las versiones más lujosas (como el Hillman Hunter) se fusionaron en un modelo cupé, el Sunbeam Rapier Fastback. En 1969, una versión más barata, un poco más lenta y más económica del Rapier (aún vendido como modelo deportivo), recibió la denominación de Sunbeam Alpine.
Todos los modelos presentaban el potente motor de 1725 cc del grupo, dotado con un solo carburador Zenith-Stromberg CD150 en el caso del Alpine y de los gemelos del Rapier, y con carburadores gemelos 40DCOE Weber para el Rapier H120.
Aunque recibió muchas partes del "contenedor de piezas" del grupo, incluidas las luces traseras de los modelos Arrow, los Alpine ofrecían una serie de características exclusivas, incluidas las puertas sin pilares y las ventanas laterales traseras, que se combinaban para abrir mucho el automóvil, como si fuese un descapotable con un techo rígido instalado. Se dispusieron amplios paneles de madera en algunos modelos, y los asientos deportivos estuvieron disponibles por un tiempo.

## Después del Sunbeam Alpine
El nombre Alpine fue recuperado en 1976 por Chrysler (por entonces, propietario de Rootes), en un vehículo sin relación alguna con los modelos anteriores: la versión del mercado británico del Chrysler 150, una gama de vehículos de 5 puertas construidos en Francia. El automóvil fue inicialmente bautizado como Chrysler Alpine, y finalmente como Talbot Alpine después de la adquisición de Chrysler Europe por Peugeot en 1978. El nombre sobrevivió hasta 1984, aunque el diseño se mantuvo (con diferentes nombres) hasta 1986.

## Apariciones en cine y televisión
El Alpine fue un vehículo utilizado en muchas producciones de cine y televisión, entre las que se pueden citar:
- Un Sunbeam Alpine Mk I 1953 azul metalizado es conducido por Grace Kelly en Atrapa un ladrón de (1955).
- Un Sunbeam Alpine blanco era el vehículo de Glenn Evans, el personaje de Rod Taylor, un reportero de noticias de la lucha contra el crimen, en la serie de televisión de principios de 1960, "Hong Kong".
- Un Sunbeam Alpine "Series II" azul es uno de los primeros "autos Bond" en pantalla, cuando es alquilado y conducido por James Bond en "Dr. No" de 1962, más notablemente en una escena donde Bond lo conduce debajo de un camión para escapar de la persecución unos asesinos a sueldo.[17]
- El personaje de Michael Caine es rescatado por una mujer en un Sunbeam Alpine blanco de 1968, en la película británica de 1971 Asesino implacable.
- Un Sunbeam Tiger (la versión V8 del Alpine) fue el vehículo elegido por el espía Maxwell Smart en la serie de comedias televisivas de la década de 1960 Superagente 86.[18]
- Otro Alpine se ve en la película de Arnold Schwarzenegger  Commando .[19][20]